# マダム・プレジデント 星条旗をまとった女神
『マダム・プレジデント 星条旗をまとった女神』（マダム・プレジデント せいじょうきをまとっためがみ、原題：Commander in Chief）は、2005年から2006年までタッチストーン・テレビジョン制作、ABCテレビで放送されたテレビドラマ。
史上初の女性大統領の活躍を描く。全18回。企画・製作総指揮はロッド・ルーリー。主演のジーナ・デイヴィスは第63回ゴールデングローブ賞テレビドラマ主演女優賞（ドラマシリーズ）を受賞した。

## あらすじ
テディ・ブリッジス大統領の副大統領を務めるマッケンジー・アレンはある日、ブリッジス大統領の急死により大統領に昇格、史上初の女性の合衆国大統領に就任する。
だが、それが気にくわない下院議長のネイサン・テンプルトンを始めとする男たちは、マッケンジーに様々な妨害や嫌がらせを行う。
それでも彼女は強い信念のもと、時にはしがらみを乗り越えて有能な人物と手を組みながら、力強いリーダーシップを発揮して次々と困難に立ち向かっていく。

## キャスト
- マッケンジー・アレン：ジーナ・デイヴィス
- ロッド・キャロウェイ：カイル・セコー
- ネイサン・テンプルトン：ドナルド・サザーランド
- ジム･ガードナー：ハリー・レニックス
- ケリー･ルドロウ：エヴァー・キャラダイン
- ホレス・キャロウェイ：マット・ランター
- レベッカ・キャロウェイ：ケイトリン・ワックス
- エイミー・キャロウェイ：ジャスミン・ジェシカ・アンソニー
- ジェーン・マレー：ナターシャ・ヘンストリッジ
- ウォーレン・キートン：ピーター・コヨーテ
- ケイト・アレン：ポリー・バーゲン